# Julián Vignolo
Julián Vignolo (Arroyito, Córdoba, Argentina; 7 de diciembre de 2006) es un futbolista argentino que se desempeña como delantero y juega en Toulouse Football Club, de la Ligue 1 de Francia.

## Trayectoria
Nacido en Arroyito, Julián Vignolo comenzó a dar sus primeros pasos en el fútbol a los seis años en un club de El Tío. Luego continuó con su formación en Cultural y, a los doce años, dio el salto a las divisiones inferiores de Talleres de Córdoba.
Durante la pandemia por el COVID-19, se le dio la posibilidad de jugar en Racing de Córdoba, club al cual se unió, luego de pasar unas pruebas, y con los que debutó profesionalmente, el 11 de febrero de 2024, en la derrota 3 a 1 frente a Agropecuario, por la fecha 2 del Campeonato de Primera Nacional 2024.
También contra Agropecuario, el 29 de junio, anotó su primer gol como profesional, en la victoria del conjunto cordobés por 4 a 2, por el partido correspondiente a la fecha 21 del campeonato de ascenso.
En agosto de 2025 deja la academia, donde disputó 36 partidos y anotó 6 goles, para ser refuerzo del Toulouse Football Club, de la Ligue 1 de Francia, que abonó la cláusula de recisión para poder hacerse con los derechos del jugador.

## Estadísticas

### Clubes
Actualizado hasta su último partido disputado el 11 de agosto de 2025.
| Club                        | Div.          | Temporada     | Liga  | Liga  | Liga   | Copas nacionales | Copas nacionales | Copas nacionales | Torneos internacionales | Torneos internacionales | Torneos internacionales | Total | Total | Total  |
| Club                        | Div.          | Temporada     | Part. | Goles | Asist. | Part.            | Goles            | Asist.           | Part.                   | Goles                   | Asist.                  | Part. | Goles | Asist. |
| --------------------------- | ------------- | ------------- | ----- | ----- | ------ | ---------------- | ---------------- | ---------------- | ----------------------- | ----------------------- | ----------------------- | ----- | ----- | ------ |
| Racing de Córdoba Argentina | 2.ª           | 2024          | 12    | 1     | 0      | —                | —                | —                | —                       | —                       | —                       | 12    | 1     | 0      |
| Racing de Córdoba Argentina | 2.ª           | 2025          | 23    | 5     | 3      | 1                | 0                | 0                | —                       | —                       | —                       | 24    | 5     | 3      |
| Racing de Córdoba Argentina | Total club    | Total club    | 35    | 6     | 3      | 1                | 0                | 0                | 0                       | 0                       | 0                       | 36    | 6     | 3      |
| Toulouse F. C. Francia      | 1.ª           | 2025-26       | 0     | 0     | 0      | —                | —                | —                | —                       | —                       | —                       | 0     | 0     | 0      |
| Toulouse F. C. Francia      | Total club    | Total club    | 0     | 0     | 0      | 0                | 0                | 0                | 0                       | 0                       | 0                       | 0     | 0     | 0      |
| Total carrera               | Total carrera | Total carrera | 35    | 6     | 3      | 1                | 0                | 0                | 0                       | 0                       | 0                       | 36    | 6     | 3      |
| 1.                          |               |               |       |       |        |                  |                  |                  |                         |                         |                         |       |       |        |